# Béchy
Béchy é uma comuna francesa na região administrativa de Grande Leste, no departamento de Mosela. Estende-se por uma área de 9.57 km². Em 2010 a comuna tinha 625 habitantes (densidade: 65,3 hab./km²).